# Asociación Científica Internacional para Probióticos y Prebióticos
La Asociación Científica Internacional para Probióticos y Prebióticos (International Scientific Association for Probiotics and Prebiotics (ISAPP)) es una organización sin ánimo de lucro dedicada a promover la divulgación e investigación científica multidisciplinar de calidad en el campo de los probióticos y prebióticos, y con objeto de avanzar en el desarrollo de productos promotores de la salud con respaldo científico mundial. La ISAPP participa en este campo científico a través de comunicaciones escritas y orales y responde a las nuevas cuestiones científicas sobre los probióticos y prebióticos. El medio principal a través del cual realiza sus metas son reuniones anuales y el seguimiento de las publicaciones de esa reuniones.
La ISAPP colabora con una serie de organizaciones relacionadas, como la Asociación Americana de Gastroenterología, la Organización Mundial de Gastroenterología, las Academias Nacionales de Ciencias, el Instituto Internacional de Ciencias de Europa y el ILSI de Norteamérica, la División de Nutrición de Harvard, el Food Chemical Codex y la Academia de Ciencias de Nueva York, con objetivos comunes tales como el patrocinio de reuniones, preparación de las directrices del uso de probióticos y prebióticos, o la preparación de documentos de posición.
La gestión de la ISAPP se lleva a cabo a través de un Consejo de Administración, integrado actualmente por diez científicos académicos reconocidos a nivel mundial. Además, de un Director Ejecutivo y un representante de la ISAPP Industry Advisory Committee (IAC), sin derecho a voto.